# Громыко, Валерий Игоревич
Вале́рий И́горевич Громы́ко (бел. Валерый Ігаравіч Грамыка; род. 23 января 1997, Минск) — белорусский футболист, полузащитник казахстанского клуба «Кайрат» и национальной сборной Беларуси.

## Клубная карьера

### «Минск»
Воспитанник академии клуба «Минск», первый тренер — В. Г. Киреенко. С 2014 года выступал за дубль «горожан», перед сезоном 2015 тренировался также с основным составом. 11 мая 2015 года дебютировал в высшей лиге, выйдя на замену на 78-й минуте матча против минского «Динамо». 28 июня 2015 года забил свой первый гол в Высшей лиге в матче против микашевичского «Гранита» (5:0). В сезоне 2017 смог закрепиться в стартовом составе на позиции атакующего полузащитника, в июне и июле не играл из-за травмы.

### «Шахтёр» Солигорск
В январе 2018 года перешёл в солигорский «Шахтёр». Сезон 2018 начинал в дублирующем составе, с июля стал привлекаться в основу. В начале сезона 2019 стал одним из основных игроков солигорцев. В июле 2019 года из-за отказа продлевать контракт с клубом был отстранён от основного состава и до конца года тренировался индивидуально, не выходя на поле.

### «Арсенал» Тула
В январе 2020 года подписал контракт на 3,5 года с тульским «Арсеналом». Дебютировал за клуб 11 июля 2020 года в матче против «Тамбова». В следующем матче 15 июля 2020 года отличился своей первой результативной передачей. Новый сезон в российском клубе начал 9 августа 2020 года в матче против «Ахмата», где появился на поле на 64 минуте. В матче 27 сентября 2020 года отличился первым в сезоне результативным действием против «Ростова», отдав голевую передачу. Всего за клуб сыграл 19 матчей, в которых отличился 2 результативными передачами.

#### Аренда в БАТЭ
В июне 2021 года на правах арендного соглашения перешёл в борисовский БАТЭ. Первые месяцы пропустил из-за травмы. В распоряжение основной команды вернулся в сентябре 2021 года. Дебютировал за клуб 12 сентября 2021 года в матче против «Сморгони». Дебютный гол за клуб забил 25 сентября 2021 года в матче против брестского «Руха». Сразу же закрепился в основной команде клуба, отличившись 2 забитыми голами и результативной передачей за время аренды и также стал серебряным призёром Высшей лиги. В ноябре 2021 года сообщил что возвращается в тульский «Арсенал».

### БАТЭ

#### Сезон 2022
В феврале 2022 года на правах свободного агента перешёл в борисовский БАТЭ, заключив с клубом контракт до конца сезона. Новый сезон начал 5 марта 2022 года с победы за Суперкубок Беларуси против солигорского «Шахтёра». Затем вместе с клубом в рамках четвертьфинальных матчей Кубка Беларуси помог победить жодинское «Торпедо-БелАЗ» и выйти в полуфинал турнира. Первый матч в Высшей лиге сыграл 20 марта 2022 года против мозырской «Славии». Первым результативным действием отличился 2 апреля 2022 года в матче против бобруйской «Белшины», отдав голевую передачу. В полуфинальных матчах Кубка Беларуси вместе с клубом победил гродненский «Неман» и вышел в финал. В финале Кубка Беларуси 21 мая 2022 года вместе с клубом проиграл «Гомелю». Свой первый гол в сезоне забил 29 июня 2022 года в матче против «Слуцка». В июле 2022 года отправился на квалификационные матчи Лиги конференций УЕФА. Первый матч сыграл 21 июля 2022 года против турецкого «Коньяспора». В ответной встрече 28 июля 2022 года турецкий клуб одержал свою вторую победу, тем самым БАТЭ покинул турнир. По ходу сезона был одним из основных футболистов клуба, вместе с которым стал бронзовым призёром Высшей лиги.

#### Сезон 2023
В январе 2023 года в пресс-службе борисовского БАТЭ сообщили, что футболист изъявил желание продолжить карьеру за пределами белорусского чемпионата. В феврале 2023 года продлил контракт с  борисовским клубом. Первый матч за клуб сыграл 4 марта 2023 года в рамках Кубка Беларуси против бобруйской «Белшины», отличившись дублем. Вышел в полуфинал Кубка Беларуси, победив бобруйский клуб 11 марта 2023 года в ответном четвертьфинальном матче. Первый матч в чемпионате сыграл 18 марта 2023 года против «Гомеля». Свой первый в сезоне гол забил 2 апреля 2023 года в матче против «Энергетика-БГУ». По итогу полуфинальных матчей Кубка Беларуси обыграл гродненский «Неман» и вышел в финал. Стал серебряным призёром Кубка Беларуси, где в финале 28 мая 2023 года уступил жодинскому «Торпедо-БелАЗ». В июле 2023 года вместе с клубом отправился на квалификационные матчи Лиги чемпионов УЕФА. Первый матч в рамках еврокубкового турнира сыграл 11 июля 2023 года против албанского клуба «Партизани». По итогам первого круга Высшей Лиги попал в символическую сборную как лучший центральный полузащитник. Во втором квалификационном раунде клуб по сумме матчей уступил кипрскому «Арису» и отправился выступать в квалификации Лиги Европы УЕФА. В рамках квалификаций Лиги Европы УЕФА вместе с клубом уступил молдавскому «Шерифу» и выбыл в квалификационный раунд плей-офф Лиги конференций УЕФА. В квалификационном раунде плей-офф Лиги конференций УЕФА клуб уступил по сумме матчей косоварскому «Балкани» и закончил еврокубковую компанию.

### «Торпедо» Москва
8 сентября 2023 года перешёл в московское «Торпедо». Сумма трансфера составила порядка 150 тысяч евро. Дебютировал за клуб 11 сентября 2023 года в матче против клуба «Акрон», выйдя на замену на 62 минуте. Первым результативным действием за клуб отличился 28 октября 2023 года в матче против ярославского «Шинника», отдав голевую передачу. На протяжении первой половины сезона футболист был в клубе одним из основных игроков, отличившись за этот период своей единственной результативной передачей. В феврале 2024 года футболист покинул российский клуб, расторгнув контракт по обоюдному соглашению сторон.
В феврале 2024 года появилась информация, что футболист может продолжить карьеру в минском «Динамо».

### «Кайсар»
2 апреля 2024 года подписал контракт с клубом «Кайсар».

## Карьера в сборной
Выступал за юношескую сборную Беларуси. 15 апреля 2015 года дебютировал в молодёжной сборной Беларуси в товарищеском матче против сборной Украины (U-20) в Киеве.
8 июня 2019 года дебютировал за национальную сборную Беларуси, отыграв первые 57 минут в отборочном матче чемпионата Европы 2020 года против Германии (0:2).

## Статистика выступлений

### Клубная
| Выступление      | Выступление      | Выступление      | Лига | Лига | Кубки | Кубки | Еврокубки | Еврокубки | Итого | Итого |
| Клуб             | Лига             | Сезон            | Игры | Голы | Игры  | Голы  | Игры      | Голы      | Игры  | Голы  |
| ---------------- | ---------------- | ---------------- | ---- | ---- | ----- | ----- | --------- | --------- | ----- | ----- |
| Минск            | Высшая лига      | 2015             | 19   | 1    | 6     | 0     | —         | —         | 25    | 1     |
| Минск            | Высшая лига      | 2016             | 24   | 0    | 4     | 0     | —         | —         | 28    | 0     |
| Минск            | Высшая лига      | 2017             | 24   | 3    | 1     | 0     | —         | —         | 25    | 3     |
| Минск            | Итого            | Итого            | 67   | 4    | 11    | 0     | —         | —         | 78    | 4     |
| Шахтёр           | Высшая лига      | 2018             | 9    | 0    | 6     | 1     | 0         | 0         | 15    | 1     |
| Шахтёр           | Высшая лига      | 2019             | 10   | 4    | 1     | 0     | 3         | 1         | 14    | 5     |
| Шахтёр           | Итого            | Итого            | 19   | 4    | 7     | 1     | 3         | 1         | 29    | 6     |
| Арсенал          | РПЛ              | 2019/20          | 3    | 0    | 0     | 0     | 0         | 0         | 3     | 0     |
| Арсенал          | РПЛ              | 2020/21          | 16   | 0    | 0     | 0     | —         | —         | 16    | 0     |
| Арсенал          | Итого            | Итого            | 19   | 0    | 0     | 0     | 0         | 0         | 19    | 0     |
| → БАТЭ           | Высшая лига      | 2021             | 8    | 2    | 0     | 0     | 0         | 0         | 8     | 2     |
| → БАТЭ           | Итого            | Итого            | 8    | 2    | 0     | 0     | 0         | 0         | 8     | 2     |
| БАТЭ             | Высшая лига      | 2022             | 29   | 5    | 6     | 0     | 2         | 0         | 37    | 5     |
| БАТЭ             | Высшая лига      | 2023             | 15   | 8    | 7     | 3     | 8         | 1         | 30    | 12    |
| БАТЭ             | Итого            | Итого            | 44   | 13   | 13    | 3     | 10        | 1         | 67    | 17    |
| Торпедо (Москва) | Первая лига      | 2023/24          | 10   | 0    | 1     | 0     | —         | —         | 11    | 0     |
| Торпедо (Москва) | Итого            | Итого            | 10   | 0    | 1     | 0     | —         | —         | 11    | 0     |
| Кайсар           | КПЛ              | 2024             | 10   | 5    | 1     | 0     | —         | —         | 11    | 5     |
| Кайсар           | Итого            | Итого            | 10   | 5    | 1     | 0     | —         | —         | 11    | 5     |
| Кайрат           | КПЛ              | 2024             | 11   | 1    | 3     | 0     | —         | —         | 14    | 1     |
| Кайрат           | КПЛ              | 2025             | 18   | 4    | 3     | 1     | 7         | 1         | 28    | 6     |
| Кайрат           | Итого            | Итого            | 29   | 5    | 6     | 1     | 7         | 1         | 42    | 7     |
| Всего за карьеру | Всего за карьеру | Всего за карьеру | 206  | 33   | 39    | 5     | 20        | 3         | 265   | 41    |

### Матчи за сборную
| Матчи и голы Громыко за сборную Беларуси | Матчи и голы Громыко за сборную Беларуси | Матчи и голы Громыко за сборную Беларуси | Матчи и голы Громыко за сборную Беларуси | Матчи и голы Громыко за сборную Беларуси | Матчи и голы Громыко за сборную Беларуси |
| №                                        | Дата                                     | Оппонент                                 | Счёт                                     | Голы                                     | Соревнование                             |
| ---------------------------------------- | ---------------------------------------- | ---------------------------------------- | ---------------------------------------- | ---------------------------------------- | ---------------------------------------- |
| 1                                        | 8 июня 2019                              | Германия                                 | 0:2                                      | —                                        | Отборочные матчи ЧЕ-2020                 |
| 2                                        | 11 октября 2020                          | Литва                                    | 2:2                                      | —                                        | Лига наций УЕФА 2020/2021                |
| 3                                        | 26 марта 2022                            | Индия                                    | 3:0                                      | 90+1′                                    | Товарищеский матч                        |
| 4                                        | 29 марта 2022                            | Бахрейн                                  | 1:0                                      | —                                        | Товарищеский матч                        |
| 5                                        | 6 июня 2022                              | Азербайджан                              | 0:0                                      | —                                        | Лига наций УЕФА 2022/2023                |
| 6                                        | 10 июня 2022                             | Казахстан                                | 1:1                                      | —                                        | Лига наций УЕФА 2022/2023                |
| 7                                        | 13 июня 2022                             | Азербайджан                              | 2:0                                      | —                                        | Лига наций УЕФА 2022/2023                |
| 8                                        | 22 сентября 2022                         | Казахстан                                | 2:1                                      | —                                        | Лига наций УЕФА 2022/2023                |
| 9                                        | 25 сентября 2022                         | Словакия                                 | 1:1                                      | —                                        | Лига наций УЕФА 2022/2023                |
| 10                                       | 17 ноября 2022                           | Сирия                                    | 0:1                                      | —                                        | Товарищеский матч                        |
| 11                                       | 20 ноября 2022                           | Оман                                     | 2:0                                      | —                                        | Товарищеский матч                        |
| 12                                       | 12 октября 2023                          | Румыния                                  | 0:0                                      | —                                        | Отборочные матчи ЧЕ-2024                 |
| 13                                       | 18 ноября 2023                           | Андорра                                  | 1:0                                      | —                                        | Отборочные матчи ЧЕ-2024                 |
| 14                                       | 21 марта 2024                            | Черногория                               | 0:2                                      | —                                        | Товарищеский матч                        |
| 15                                       | 26 марта 2024                            | Мальта                                   | 0:0                                      | —                                        | Товарищеский матч                        |
| 16                                       | 7 июня 2024                              | Россия                                   | 0:4                                      | —                                        | Товарищеский матч                        |
| 17                                       | 11 июня 2024                             | Израиль                                  | 0:4                                      | —                                        | Товарищеский матч                        |
| 18                                       | 8 сентября 2024                          | Люксембург                               | 0:1                                      | 76′                                      | Лига наций УЕФА 2024/2025                |
| 19                                       | 15 октября 2024                          | Люксембург                               | 1:1                                      | —                                        | Лига наций УЕФА 2024/2025                |
| 20                                       | 15 ноября 2024                           | Северная Ирландия                        | 2:0                                      | —                                        | Лига наций УЕФА 2024/2025                |
| 21                                       | 18 ноября 2024                           | Болгария                                 | 1:1                                      | —                                        | Лига наций УЕФА 2024/2025                |
| 22                                       | 20 марта 2025                            | Таджикистан                              | 0:5                                      | —                                        | Товарищеский матч                        |
| 23                                       | 25 марта 2025                            | Азербайджан                              | 0:2                                      | —                                        | Товарищеский матч                        |
| 24                                       | 5 июня 2025                              | Казахстан                                | 4:1                                      | 26′                                      | Товарищеский матч                        |
| 25                                       | 10 июня 2025                             | Россия                                   | 1:4                                      | —                                        | Товарищеский матч                        |

Итого: 25 матчей / 3 гола; 8 побед, 8 ничьих, 9 поражений.

## Достижения
«Шахтёр»
- Серебряный призёр чемпионата Беларуси: 2018
- Бронзовый призёр чемпионата Беларуси: 2019
- Обладатель Кубка Беларуси: 2018/19
- Итого : 1 трофей

БАТЭ
- Чемпион Беларуси: 2022[a]
- Серебряный призёр чемпионата Беларуси: 2021
- Обладатель Суперкубка Беларуси: 2022
- Финалист Кубка Беларуси (2): 2021/22, 2022/23
- Итого : 2 трофея

«Кайрат»
- Чемпион Казахстана: 2024
- Обладатель Суперкубка Казахстана: 2025
- Итого : 2 трофея

1. ↑  Солигорский «Шахтёр» был лишён золотых медалей 2022 года. Руководством клуба были организованы договорные матчи, а также осуществлялось неправомерное финансовое стимулирование команд высшей лиги[51].